# 三河三十三観音霊場
三河三十三観音霊場（みかわさんじゅうさんかんのんれいじょう）は、愛知県三河地方にある観世音菩薩の霊場巡礼。

## 歴史
1957年（昭和32年）に開創された。江戸時代開創の三河西国三十三観音霊場とは異なる。
三河三十三観音霊場、尾張三十三観音霊場、美濃三十三観音霊場、豊川稲荷をあわせて東海百観音ともいう。

## 霊場一覧
| No.  |                         | 寺号         | 本尊                   | 宗派                 | 所在地                     | 别名                 |
| ---- | ----------------------- | ------------ | ---------------------- | -------------------- | -------------------------- | -------------------- |
| 1    | 第1番 寶福寺（宝福寺）  | 宝福寺       | 白雲聖観音             | 曹洞宗               | 岡崎市梅園町字白雲9-1      |                      |
| 2    | 第2番 随念寺            | 随念寺       | 千手観音               | 浄土宗               | 岡崎市門前町91-1           |                      |
| 3    | 第3番 大樹寺            | 大樹寺       | 如意輪観音             | 浄土宗鎮西派         | 岡崎市鴨田町字広元5-1      |                      |
| 4    | 第4番 觀音寺            | 観音寺       | 十一面観音             | 曹洞宗               | 岡崎市城北町15-17          |                      |
| 5    | 第5番 松應寺（松応寺）  | 松應寺       | 聖観音                 | 浄土宗               | 岡崎市松本町42             |                      |
| 6    | 第6番 浄誓院            | 浄誓院       | 十一面観音             | 浄土宗               | 岡崎市松本町1-21           |                      |
| 7    |                         | 龍海院       | 聖観音 馬頭観音        | 曹洞宗               | 岡崎市明大寺町字西郷中34-1 |                      |
| 8    | 第8番 安心院            | 安心院       | 十一面観音             | 曹洞宗               | 岡崎市明大寺町字馬場東54   |                      |
| 9    | 第9番 観音寺            | 観音寺       | 千手観音               | 浄土宗               | 岡崎市大平町字西大森15     |                      |
| 10   | 第10番 徳性寺           | 徳性寺       | 聖観音                 | 浄土宗西山深草派     | 岡崎市市場町字町裏25       |                      |
| 11   | 第11番 渭信寺           | 渭信寺       | 十一面観音             | 曹洞宗               | 岡崎市上衣文町字神五鞍30   |                      |
| 12   | 第12番 法藏寺           | 法蔵寺       | 聖観音                 | 浄土宗西山深草派     | 岡崎市本宿町字寺山1        |                      |
| 13   | 第13番 天桂院           | 天桂院       | 千手観音               | 曹洞宗               | 蒲郡市蒲郡町荒子83         |                      |
| 14   | 第14番 善應寺（善応寺） | 善応寺       | 聖観音                 | 浄土宗西山深草派     | 蒲郡市元町13-18            |                      |
| 15   | 第15番 永向寺           | 永向寺       | 百體観音               | 浄土宗               | 蒲郡市丸山町6-19           |                      |
| 16   | 16番 利生院             | 利生院       | 聖観音                 | 浄土宗西山深草派     | 蒲郡市形原町東上野7        |                      |
| 17   | 17番 真如寺             | 真如寺       | 子安観音               | 浄土宗西山深草派     | 蒲郡市形原町石橋11         |                      |
| 18   | 18番 補蛇寺             | 補蛇寺       | 馬頭観音               | 曹洞宗               | 蒲郡市金平町寺中12         |                      |
| 19   | 19番 太山寺             | 太山寺       | 聖観音                 | 真言宗醍醐派         | 西尾市東幡豆町大境17       | （別名：三ヶ根観音） |
| 20   | 20番 妙善寺             | 妙善寺       | 十一面観音             | 浄土宗西山深草派     | 西尾市東幡豆町森66         | （別名：ハズ観音）   |
| 21   |                         | 徳林寺       | 火防観音               | 浄土宗西山深草派     | 西尾市西幡豆町北郷6        |                      |
| 22   |                         | 運光院       | 聖観音                 | 浄土宗               | 西尾市吉良町宮崎宮前25     |                      |
| 23   |                         | 正法寺       | 聖観音                 | 曹洞宗               | 西尾市吉良町乙川西大山8-2  |                      |
| 24   |                         | 宝珠院       | 草切十一面千手千眼観音 | 浄土宗西山深草派     | 西尾市吉良町吉田石池18     |                      |
| 25   |                         | 西福寺       | 聖観音                 | 浄土宗西山深草派     | 西尾市吉良町吉田桐杭27     |                      |
| 26   |                         | 海蔵寺       | 瑞雲聖観音             | 浄土宗西山深草派     | 西尾市吉良町荻原大道通5    |                      |
| 27   |                         | 金蓮寺       | 十一面観音             | 曹洞宗、真言宗醍醐派 | 西尾市吉良町饗庭七度ケ入1  |                      |
| 28   |                         | 華蔵寺       | 如意輪観音             | 臨済宗妙心寺派       | 西尾市吉良町岡山山王山59   |                      |
| 29   |                         | 実相安国禅寺 | 如意輪観音             | 臨済宗妙心寺派       | 西尾市上町下屋敷15         |                      |
| 30   |                         | 盛巌寺       | 聖観音                 | 曹洞宗               | 西尾市馬場町70             |                      |
| 31   |                         | 康全寺       | 聖観音                 | 曹洞宗               | 西尾市満全町36             |                      |
| 32   |                         | 法厳尼寺     | 十一面千手千眼観音     | 浄土宗               | 西尾市寄近町堂本23         |                      |
| 33   |                         | 長円寺       | 十一面観音             | 曹洞宗               | 西尾市貝吹町入101          |                      |
| 番外 |                         | 九品院       | 千手観音               | 浄土宗鎮西派         | 岡崎市鴨田町字山畔9        |                      |
| 番外 |                         | 無量寺       | 騎乗馬頭観音           | 単立                 | 岡崎市久後崎町字郷西37     |                      |
| 番外 |                         | 極楽寺       | 十一面観音             | 曹洞宗               | 岡崎市中町北野東21         |                      |
| 番外 |                         | 観音寺       | 聖観音                 | 信貴山真言宗         | 碧南市築山町3-58           |                      |

## ギャラリー
- 第1番 寶福寺（宝福寺）
- 第2番 随念寺
- 第3番 大樹寺
- 第4番 觀音寺
- 第5番 松應寺（松応寺）
- 第6番 浄誓院
- 第7番 是字寺
- 第8番 安心院
- 第9番 観音寺
- 第10番 徳性寺
- 第11番渭信寺
- 第12番 法藏寺
- 第13番 天桂院
- 第14番 善應寺（善応寺）
- 第15番 永向寺
- 16番 利生院
- 17番 真如寺
- 18番 補蛇寺
- 19番 太山寺
- 20番 妙善寺
- 21番 徳林寺
- 21番 徳林寺
- 22番 運光院
- 22番 運光院
- 23番 正法寺
- 23番 正法寺
- 24番 宝珠院
- 24番 宝珠院
- 25番 西福寺
- 25番 西福寺
- 第26番 海蔵寺
- 第26番 海蔵寺
- 第27番 金蓮寺
- 第27番 金蓮寺
- 第28番 華蔵寺
- 第28番 華蔵寺
- 第29番 実相安国禅寺
- 第29番 実相安国禅寺
- 第30番 盛巌寺
- 第30番 盛巌寺
- 第31番 康全寺
- 第31番 康全寺
- 第32番 法厳尼寺
- 第32番 法厳尼寺
- 第33番 長円寺
- 第33番 長円寺
- 番外 九品院
- 番外 九品院
- 番外 無量寺
- 番外 無量寺
- 番外 極楽寺
- 番外 極楽寺
- 番外 観音寺
- 番外 観音寺